# З днем народження
«З днем народження» — радянський художній фільм 1961 року, знятий на Кіностудії ім. О. Довженка.

## Сюжет
Директор заводу зібрав в одному цеху всю молодь, довіривши їй і роботу, і управління. Експеримент вийшов невдалим, тому що молодіжний цех не став колективом. Молодий інженер Сергій (Валерій Бессараб), який очолив цех, зрозумів, що тільки об'єднавши молодь, він зможе плідно працювати і вести боротьбу з браком і недисциплінованістю. Здійснити задумане Сергію допоміг обраний комсоргом Цибулькін. В цех на практику приходять дві школярки. Одна з них — Ліза Громова, донька директора заводу. Колектив цеху і Сергій беруться за перевиховання цієї розпещеної матір'ю дівчини. Їм допомагає сам директор Громов.

## У ролях
- Валерій Бессараб — Сергій
- Володимир Сальников — Цибулькин
- Василь Меркур'єв — Громов
- Ганна Ніколаєва — дружина Громова
- Світлана Шершньова — Ліза
- Лев Перфілов — Одуванчиков
- Ніна Антонова — Глаша
- Раїса Пироженко — тітка Даша
- Леонід Марченко — Костя Брикін
- Андрій Сова — Будяк
- Олександр Ануров — головний інженер
- Поліна Куманченко — мати Сергія
- Володимир Дальський — начальник цеху
- Євгенія Опалова — секретар
- Анатолій Зайцев — Петюнька
- Віктор Калішенко — Мєшков
- Михайло Покотило — начальник міліції
- Михайло Пуговкін — міліціонер
- Зоя Вихорєва — Маша
- Олександр Таран — Чувілін
- Галина Бондаренко — Наташа
- Ганна Кушніренко — бабуся Лізи
- Костянтин Артеменко — епізод
- Любов Комарецька — епізод
- Валерій Зінов'єв — епізод
- Георгій Дрозд — епізод
- Леонід Осика — епізод
- Ганна Пекарська — епізод

## Знімальна група
- Режисери — Мечислава Маєвська, Олексій Маслюков
- Сценаристи — Мечислава Маєвська, Олексій Маслюков
- Оператор — Франциск Семянников
- Композитор — Аркадій Філіппенко
- Художники — Михайло Юферов, В. Кузьменко